# Cottinelli Telmo
José Ângelo Cottinelli Telmo GCC (Alcântara, Lisboa, 13 de Novembro de 1897 — Cascais, 18 de Setembro de 1948) foi um arquitecto e cineasta português.
Figura multifacetada, a sua obra abarcou uma enorme diversidade de áreas, destacando-se não apenas na arquitetura e cinema mas também na escrita, poesia, desenho, música, banda desenhada. Destaca-se no âmbito da cultura portuguesa da primeira metade do século XX, surpreendendo pelo vasto número de iniciativas em que se envolveu. Cottinelli Telmo acreditava que a arquitetura não se baseava numa única disciplina, mas sim na unificação de várias disciplinas artísticas.
Com Carlos Ramos, Cristino da Silva, Jorge Segurado, Pardal Monteiro e Cassiano Branco, pertenceu à geração de pioneiros do modernismo na arquitetura em Portugal. Homem da confiança de Duarte Pacheco, Cottinelli Telmo foi responsável por obras de vulto do período do Estado Novo, nomeadamente pela conceção global e por edificações de grande visibilidade da Exposição do Mundo Português (Lisboa, 1940), e pelo planeamento da expansão da Universidade de Coimbra (1943). Também elaborou o projeto de construção do Campo de Concentração do Tarrafal.

## Biografia e obra

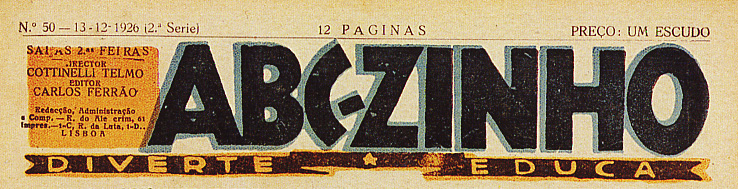

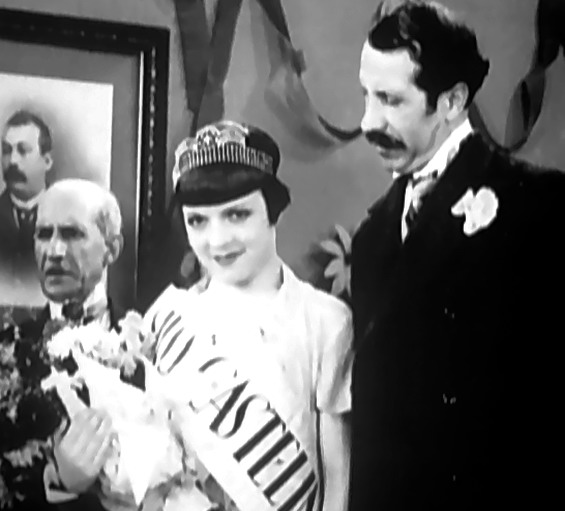
A Canção de Lisboa, 1933 (com Beatriz Costa e António Silva)

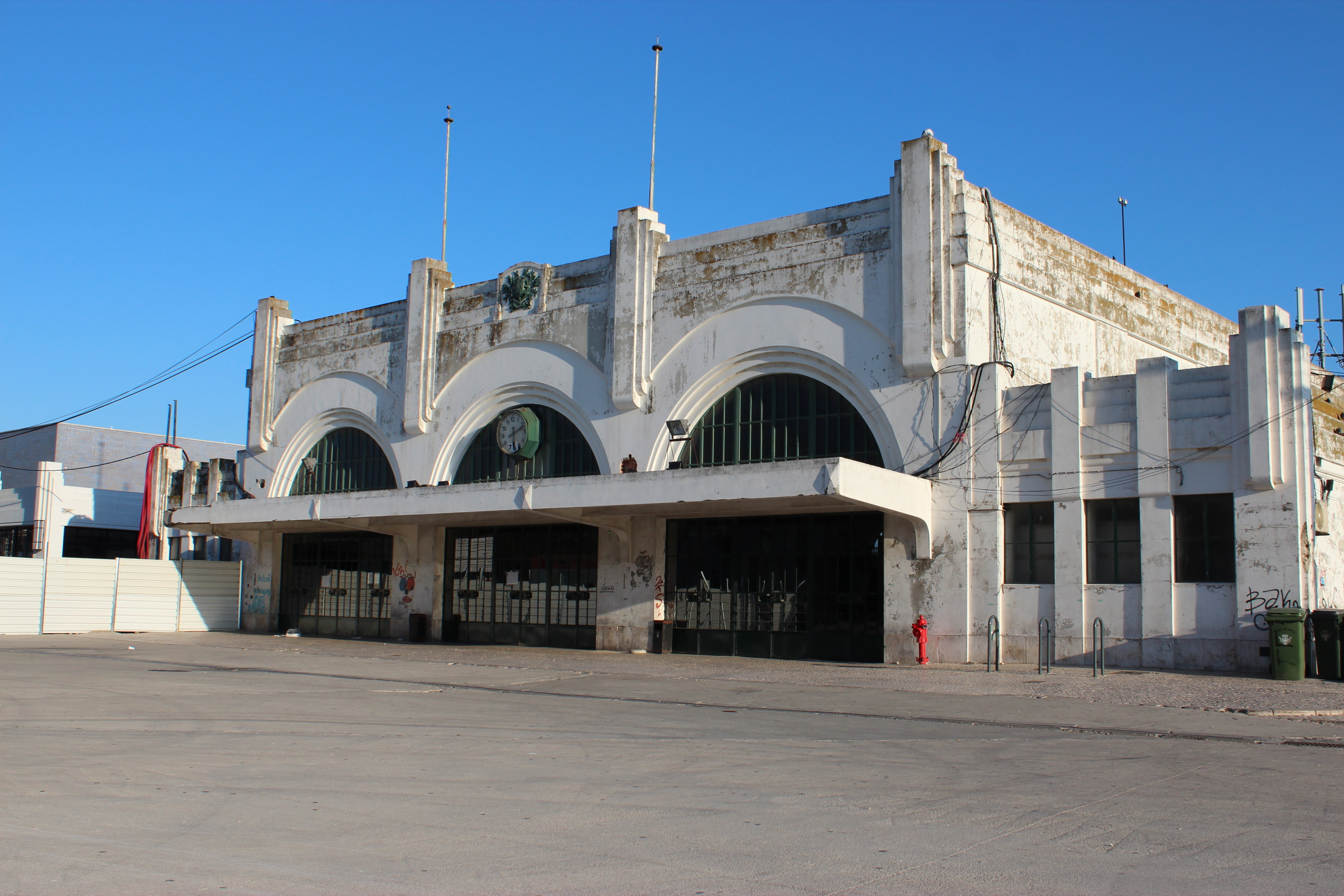
Estação Fluvial Sul e Sueste

Nasceu a 13 de novembro e foi batizado a 16 de dezembro de 1897 na freguesia de Alcântara, em Lisboa. Era filho de Cristiano da Luz Telmo (Alcântara, Lisboa, ? — 1912), cantor da Sé de Lisboa, e Cecília Cottinelli Telmo, professora de música e piano, natural de Lisboa (freguesia dos Anjos). O seu pai morre em 1912. 
Frequenta o Liceu Pedro Nunes (1907-12). Forma-se em Arquitetura na Escola de Belas-Artes de Lisboa (1915-20).
Dedica-se desde muito cedo a uma multiplicidade de áreas, do desenho e artes gráficas à escrita ou à música.  Realiza capas e ilustrações, faz as suas primeiras obras de banda desenhada, compõe música e dirige a orquestra na festa de estudantes de Belas Artes (Teatro S. Carlos, 1918).
Faz os seus primeiros projetos: Pavilhão de Honra de Portugal (Exposição Internacional, Rio de Janeiro, 1922); Escola Camões, Entroncamento (1923).
Em Abril de 1923 é admitido como Arquiteto na Companhia dos Caminhos de Ferro Portugueses, para a qual irá realizar numerosos projetos, como os edifícios de passageiros da Estação Ferroviária de Barcelos e de Vila Real de Santo António, a torre de sinalização do Pinhal Novo ou o monumental átrio realizado aquando da remodelação da Estação do Rossio. Mas entre estas obras há que destacar o projeto da inovadora Estação Fluvial Sul e Sueste (ou Estação Ferroviária do Sul e Sueste), situada no Terreiro do Paço e construída entre 1929 e 1931 (durante muito tempo esta estação foi a porta de entrada em Lisboa para quem vinha de barco do Barreiro). A Estação Fluvial Sul e Sueste assinala a "consumação da [sua] abertura ao modernismo internacional". Aqui, as possibilidades construtivas do betão armado, "cuja estrutura tornou livres planta e fachada, eram assumidas plenamente através de uma composição de volumes elementares, da cobertura plana e das grandes superfícies de vidro que evidenciavam a quadrícula rigorosa da estrutura".
Entre 1921 e 1929 dirige a revista infanto-juvenil ABC-zinho, sendo responsável por grande parte do seu conteúdo; faz capas, textos, ilustrações, banda desenhada, de que foi um dos pioneiros em Portugal (foi autor de páginas autónomas onde confluem texto e imagem, colaborando, em muitas outras, como argumentista, com artistas como Carlos Botelho).
A 16 de junho de 1923, casou civilmente em Lisboa com Maria Luísa Marques Leitão de Barros (Santa Isabel, Lisboa, c. 1897), irmã de José Leitão de Barros, filha do oficial da Marinha Joaquim José de Barros, natural do Porto, e de Júlia Marques Leitão de Barros, doméstica, natural de Lisboa. Deste casamento nasceu Isabel Maria da Conceição Leitão de Barros Cottinelli Telmo (Santa Isabel, Lisboa, c. 1930), casada com o arquiteto António Pardal Monteiro.
Em 1930 participa na I Salão dos Independentes, SNBA, Lisboa. Três anos mais tarde realiza A Canção de Lisboa, o primeiro filme sonoro integralmente português e uma referência da filmografia portuguesa da época, com um elenco que incluía Vasco Santana, Beatriz Costa e António Silva.
Em 1934 é nomeado, pelo Ministro Duarte Pacheco, para integrar a Comissão para as Construções Prisionais; projeta edifícios e obras de remodelação por todo o país (remodelação da prisão de Alcoentre, 1935; Colónia Penal do Tarrafal, Cabo Verde, 1936; etc.). Em 1936 adere à Legião Portuguesa e compõe a música do hino da Mocidade Portuguesa.
Em 1939 é nomeado arquiteto-chefe da Exposição do Mundo Português (1940), marco fundamental de propaganda e consolidação do sistema ideológico do Estado Novo.

Pavilhão dos Portugueses no Mundo, Exposição do Mundo Português, 1940

Com a participação de doze arquitetos, dezanove escultores e quarenta e três pintores, a Exposição do Mundo Português ficou indissociavelmente ligada aos principais representantes do modernismo nacional, no domínio da arquitetura e das artes plásticas, podendo nomear-se, por exemplo, Cristino da Silva, Jorge Segurado, Pardal Monteiro, Almada Negreiros, Leopoldo de Almeida, Jorge Barradas, Bernardo Marques, Carlos Botelho (embora de uma outra geração, Raul Lino também participou, projetando o Pavilhão do Brasil). O espírito nacionalista do empreendimento iria marcar decisivamente a evolução da arquitetura em anos subsequentes, com distanciamento das intenções internacionalistas que estavam na base da cultura moderna e regresso a formulações de cariz tradicional e historicista (características do estilo oficial do Estado Novo,  frequentemente apelidado Português Suave).
Para além da coordenação geral da exposição, Cottinelli Telmo assumiu o projeto de um dos dois pavilhões de maior visibilidade: o Pavilhão dos Portugueses no Mundo. A poente da grande Praça do Império, concebeu "uma longa fachada cega de 164 metros, de material de estafe em retângulos pré-fabricados regulares […]. Na cimalha do edifício perfilavam-se os brasões da nobreza que desempenhara papel nas navegações e nas conquistas de antanho". Uma torre de 19 metros de altura, encimada por uma estrela reluzindo sobre o escudo antigo de Portugal, rematava o topo sul do pavilhão. De parceria com Leopoldo de Almeida, concebeu o Padrão dos Descobrimentos.

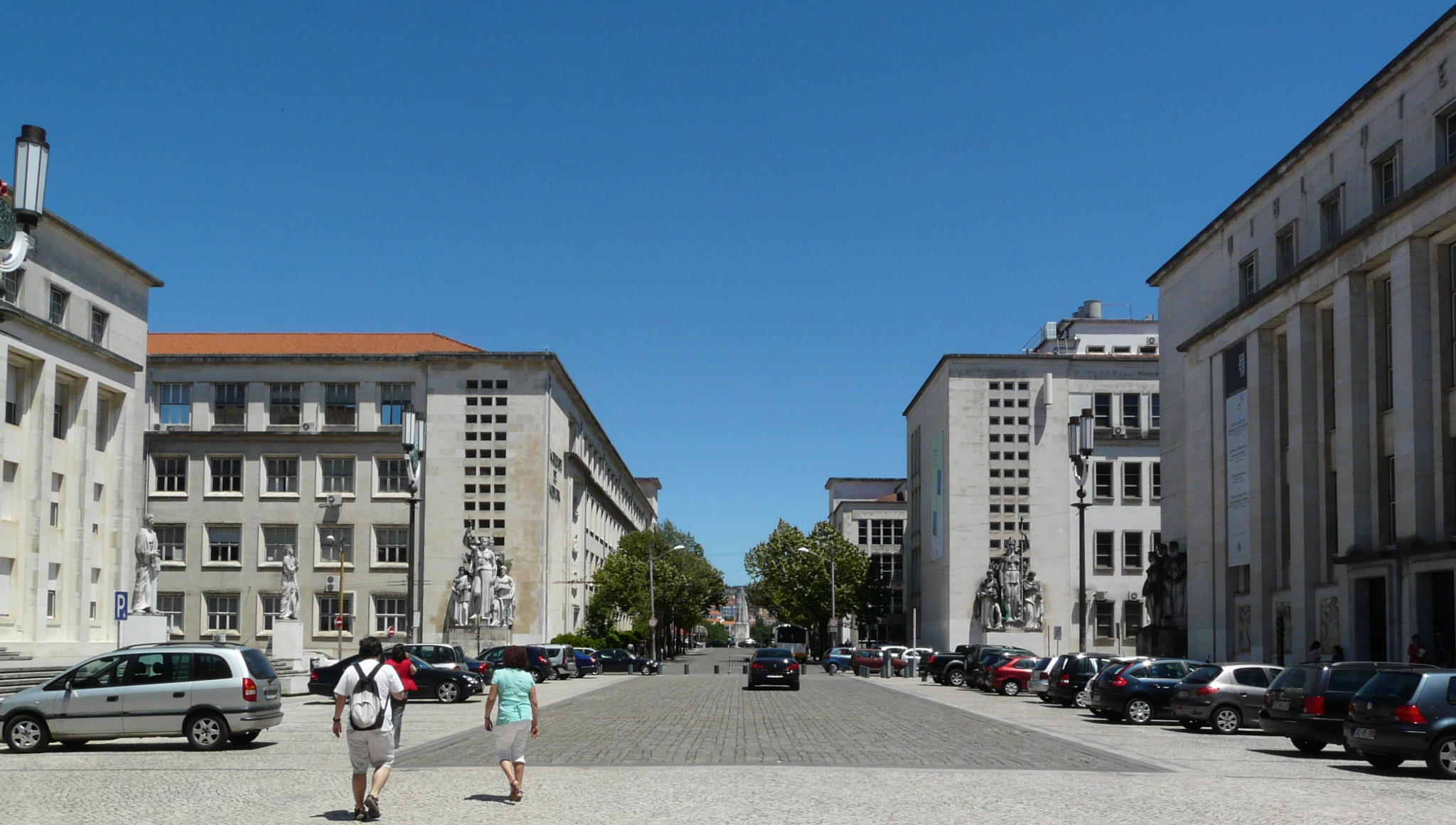
Cidade Universitária de Coimbra

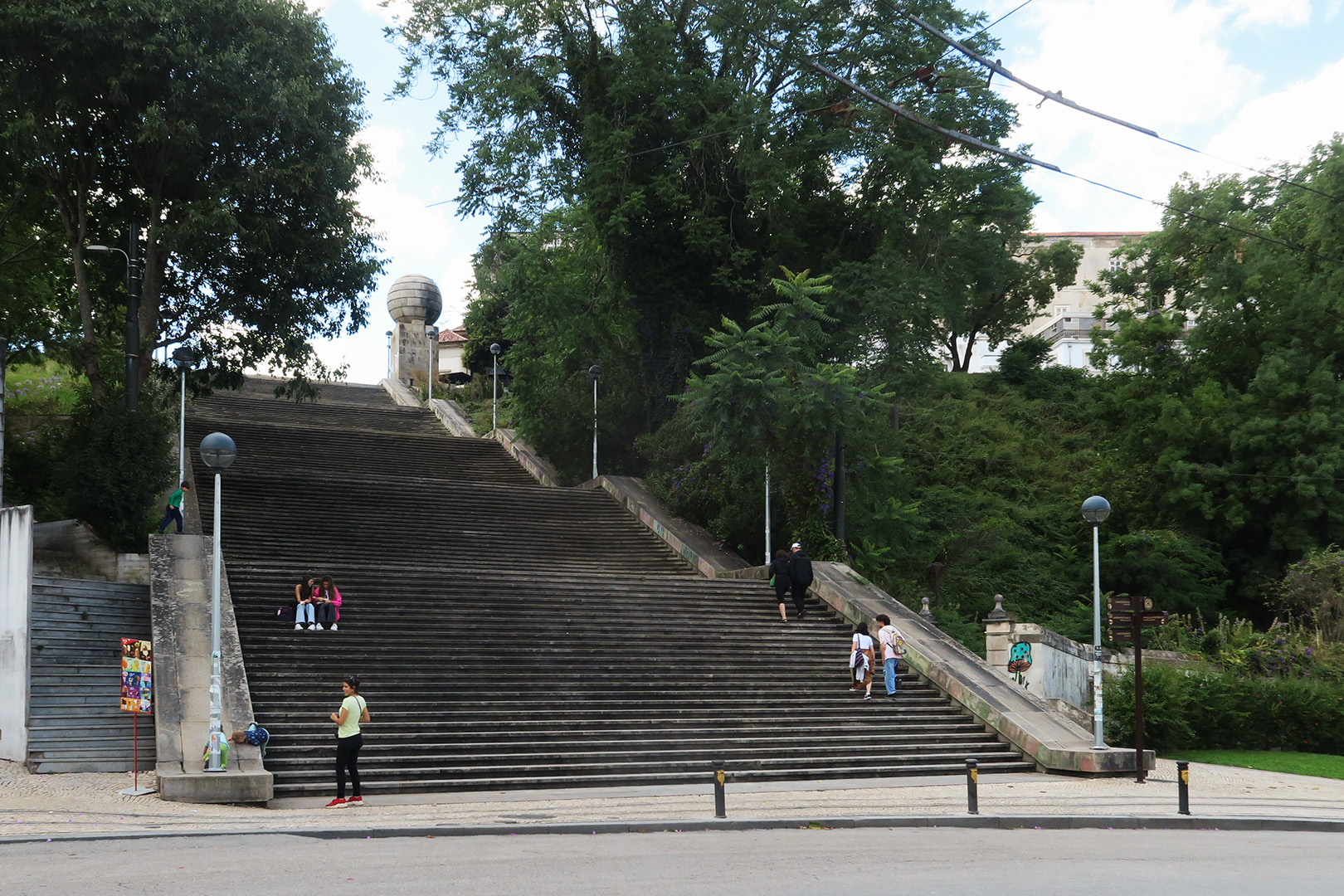
Escadaria monumental de acesso à Cidade Universitária de Coimbra

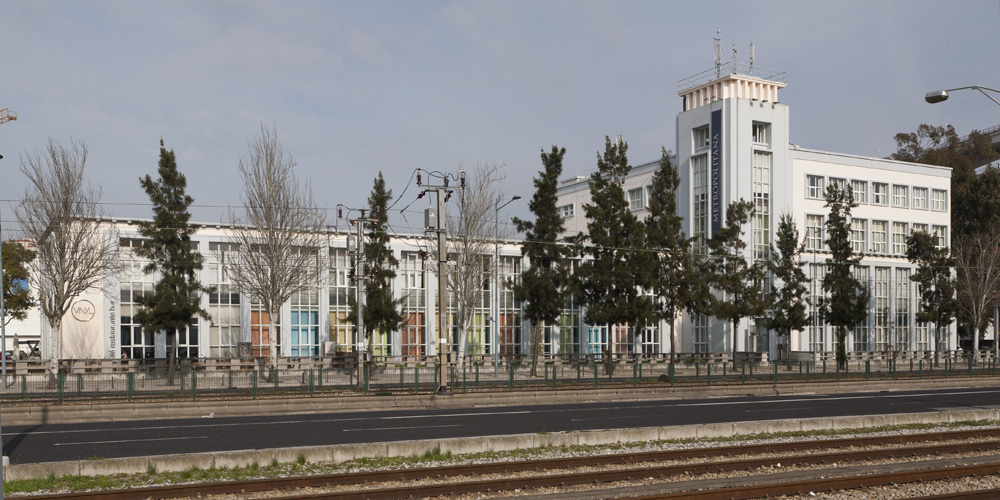
Edifício da Standard Elétrica

Em 1943 recebe o encargo da planificação da expansão da Universidade de Coimbra (que implicaria a destruição de uma vasta área histórica da Alta de Coimbra), onde obedece ao gosto monumentalista do regime, "que então se pautava por um estilo neoclássico rigidamente marcado pelas ideologias Fascistas e Nacional Socialistas"; esse compromisso é particularmente evidente na grande escadaria de acesso, mas igualmente nos princípios compositivos que irão reger os diferentes projetos (Faculdade de Letras, Biblioteca Geral, etc.).
A partir de 1938 dirige a revista Arquitetos (até 1942); assina uma coluna de crítica de arte no jornal Acção (1941-42). Tem colaboração na Mocidade Portuguesa Feminina: boletim mensal (1939-1947) e na revista Ilustração Portugueza(iniciada em 1903).
Em 1941 é eleito secretário da Direção e três anos mais tarde toma posse como presidente do Sindicato Nacional dos Arquitetos. Nas eleições para os corpos diretivos do Sindicato de Março de 1948 é derrotado pela lista encabeçada por Keil do Amaral (que é impedido de tomar posse do cargo por motivos de ordem política); ainda nesse ano Cottinelli Telmo será um dos principais dinamizadores do I Congresso Nacional de Arquitetura, marco histórico na afirmação da profissão em Portugal e onde se assiste à emergência da nova geração, socialmente comprometida, que irá pôr em causa a liderança, até então praticamente incontestada, da geração do próprio Cottinelli Telmo.
Data de 1945 um dos seus projetos formalmente mais marcantes, o edifício da Standard Elétrica, Lisboa, que "apresenta uma notável solução volumétrica de janelões funcionais e uma torre que perdeu o coroamento projetado, em compromisso modernista com uma monumentalidade que impõem as paredes de cimento".
A 4 de Março de 1941 foi agraciado com a Grã-Cruz da Ordem Militar de Cristo.
Morreu em 18 de Setembro de 1948, num acidente de pesca desportiva em Cascais.

## Alguns projetos e obras[5]

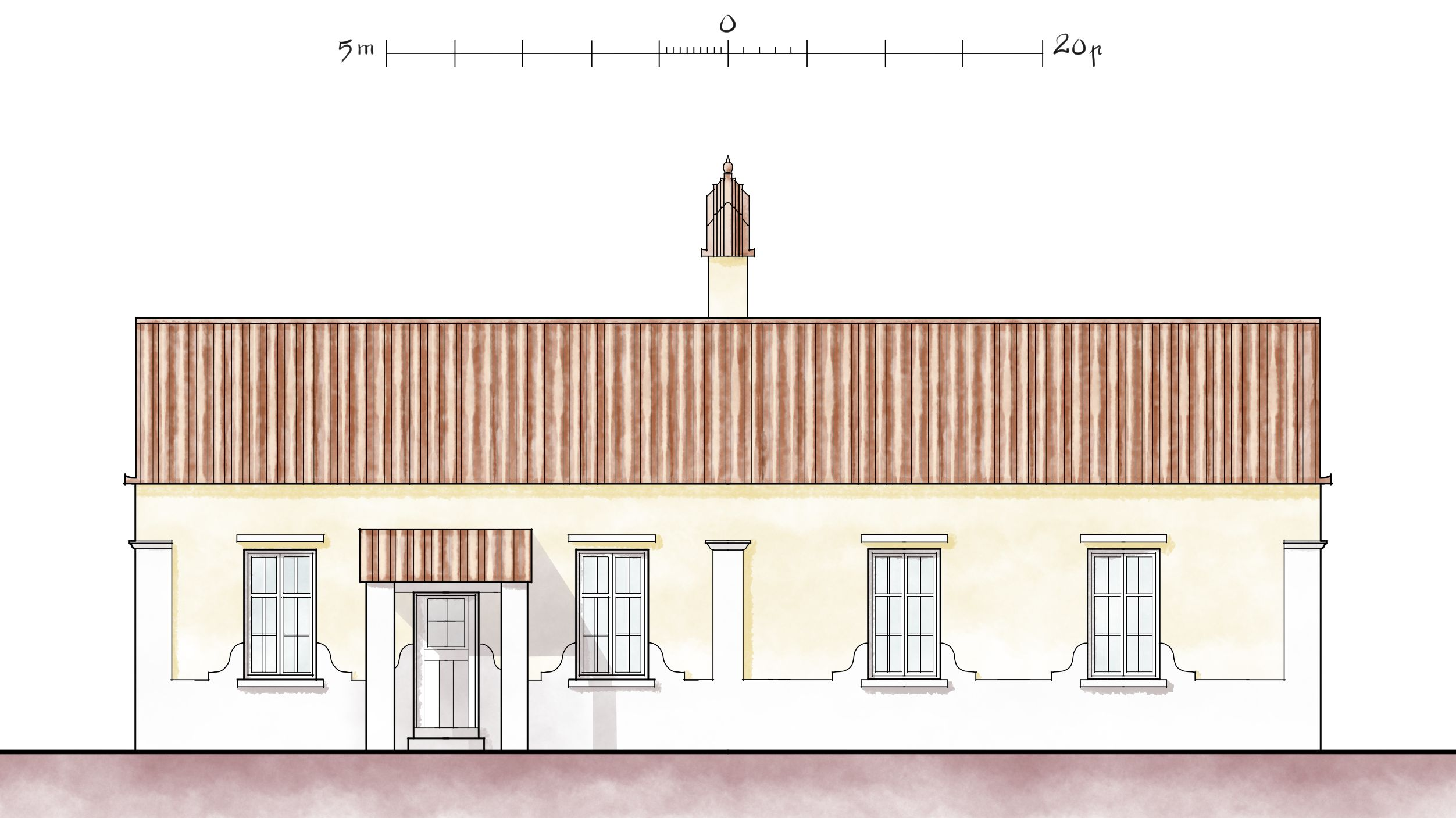
Casas modelo no bairro Camões, Entroncamento, 1925–27

- 1921-22 – Pavilhão de Honra de Portugal, Exposição Internacional, Rio de Janeiro (com Carlos Ramos  e Luís da Cunha).
- 1923-25 – Escola Camões, Entroncamento  (com Luís da Cunha).
- 1924-25 – Bairro Camões, Entroncamento  (com Luís da Cunha).
- 1930 – Liceu de Latino Coelho, Lamego.
- 1931 – Estação do Sul e Sueste, Lisboa.
- 1938 – Cadeia Comarcã de S. Pedro do Sul (construção, 1946).[22]
- 1939-40 – Plano da Exposição do Mundo Português; Jardim e Fonte Luminosa, Praça do Império, Exposição do Mundo Português; Pavilhão dos Portugueses no Mundo, Exposição do Mundo Português; Padrão dos Descobrimentos, Exposição do Mundo Português (com Leopoldo de Almeida).
- 1943 – Liceu D. João de Castro, Lisboa (não construído).
- 1943 – Plano geral da Cidade Universitária de Coimbra; Escadaria Monumental, Cidade Universitária de Coimbra (concluído em 1950).
- 1945 – Instalações da Standard Elétrica (atual sede da Orquestra Metropolitana de Lisboa), Av. Da Índia, Lisboa (construído em 1948).
- 1945 – Sanatório das Penhas da Saúde[23]
- E ainda:  edifício de passageiros, Estação Ferroviária de Tomar (1928-29);  edifício de passageiros, Estação Ferroviária da Azambuja (1934);  edifício de passageiros, Estação Ferroviária de Vila Real de Santo António (projeto, 1936; obra, 1944); torre de sinalização e manobra do Pinhal Novo (1936); projeto de remodelação interior do edifício de passageiros da Estação do Rossio, Lisboa (1938);[5] torre de controlo de tráfego, Estação Ferroviária de Campolide, Lisboa (1940);[22] etc.

### Instalações Ferroviárias

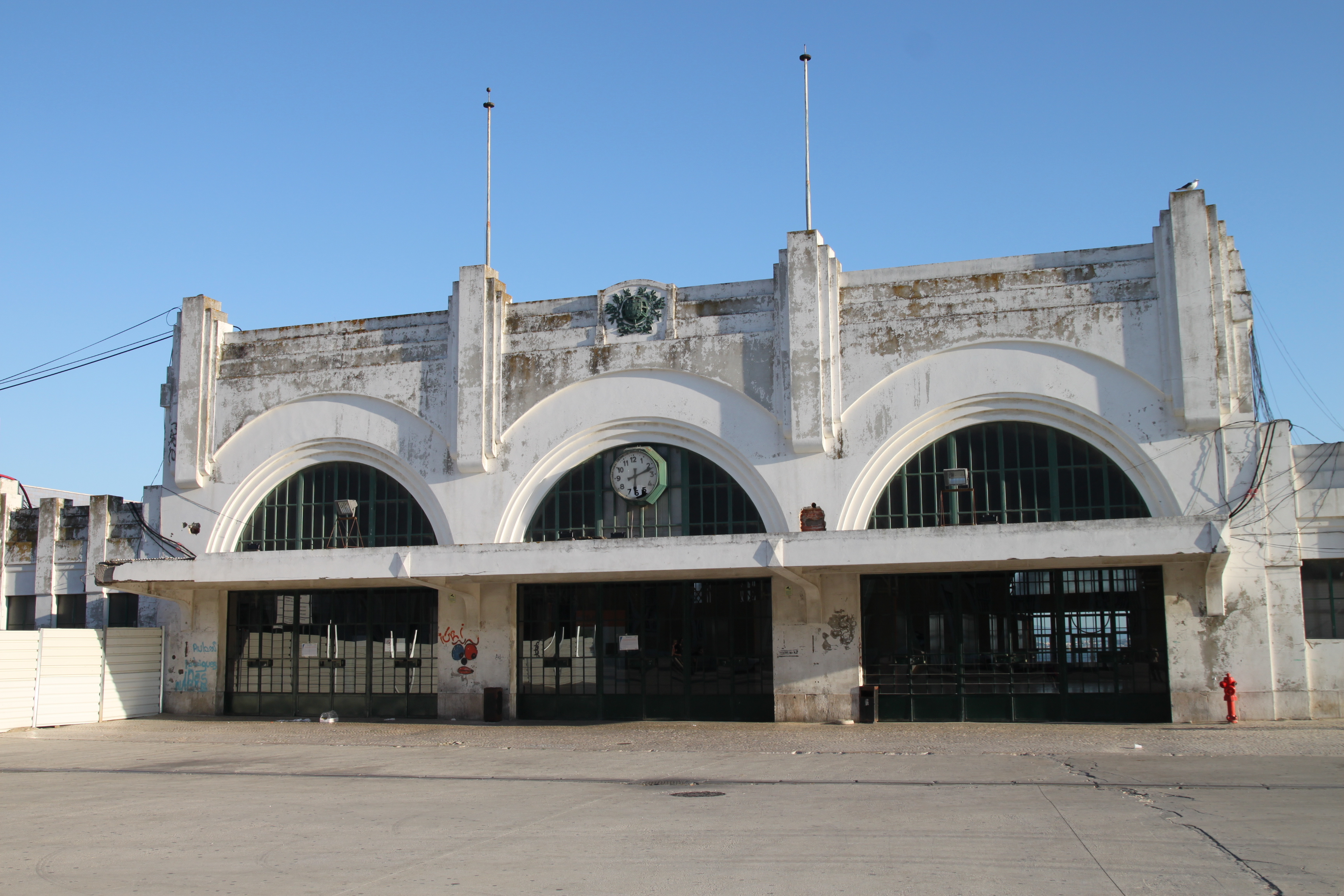
Estação do Sul e Sueste, Lisboa
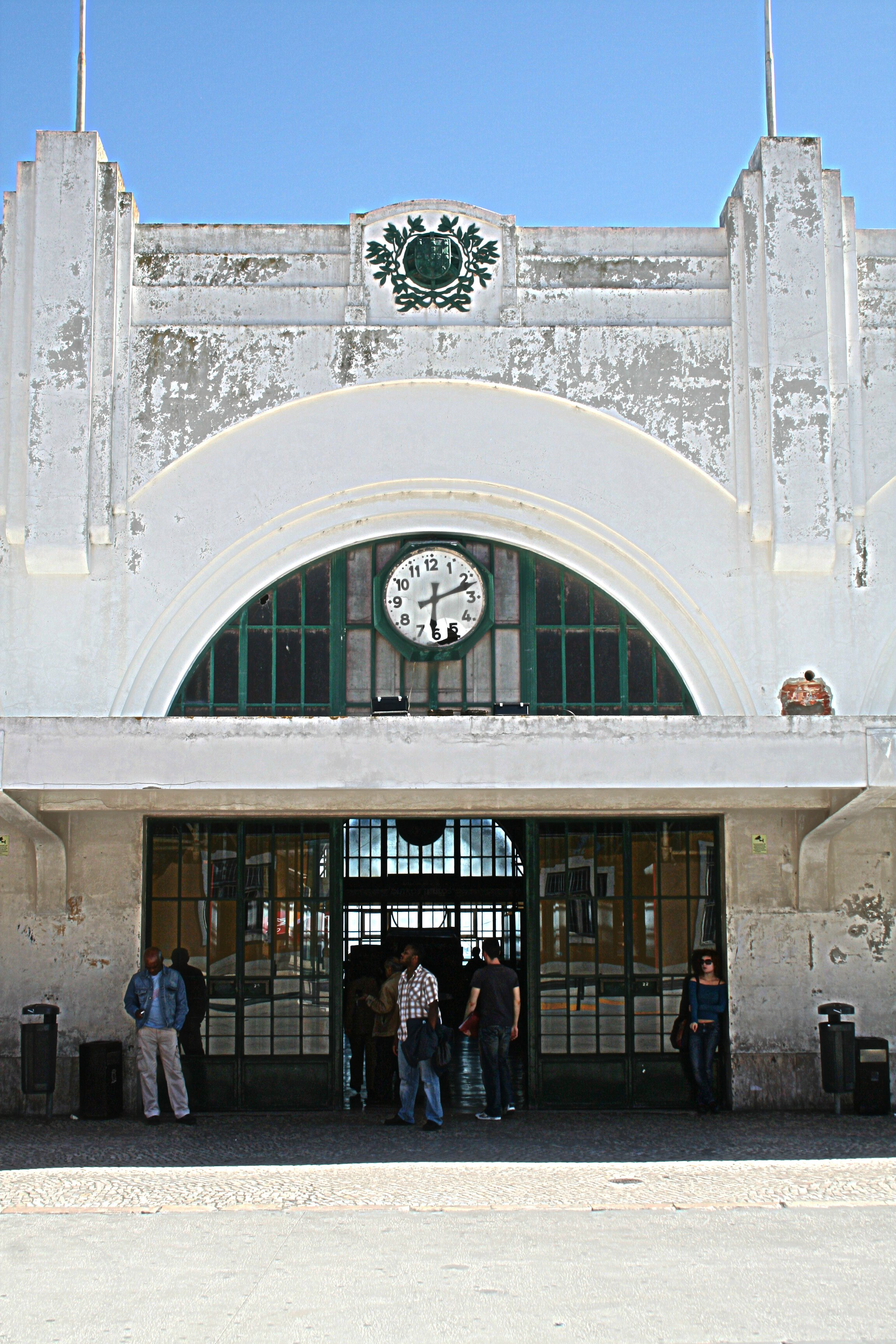
Estação do Sul e Sueste, Lisboa
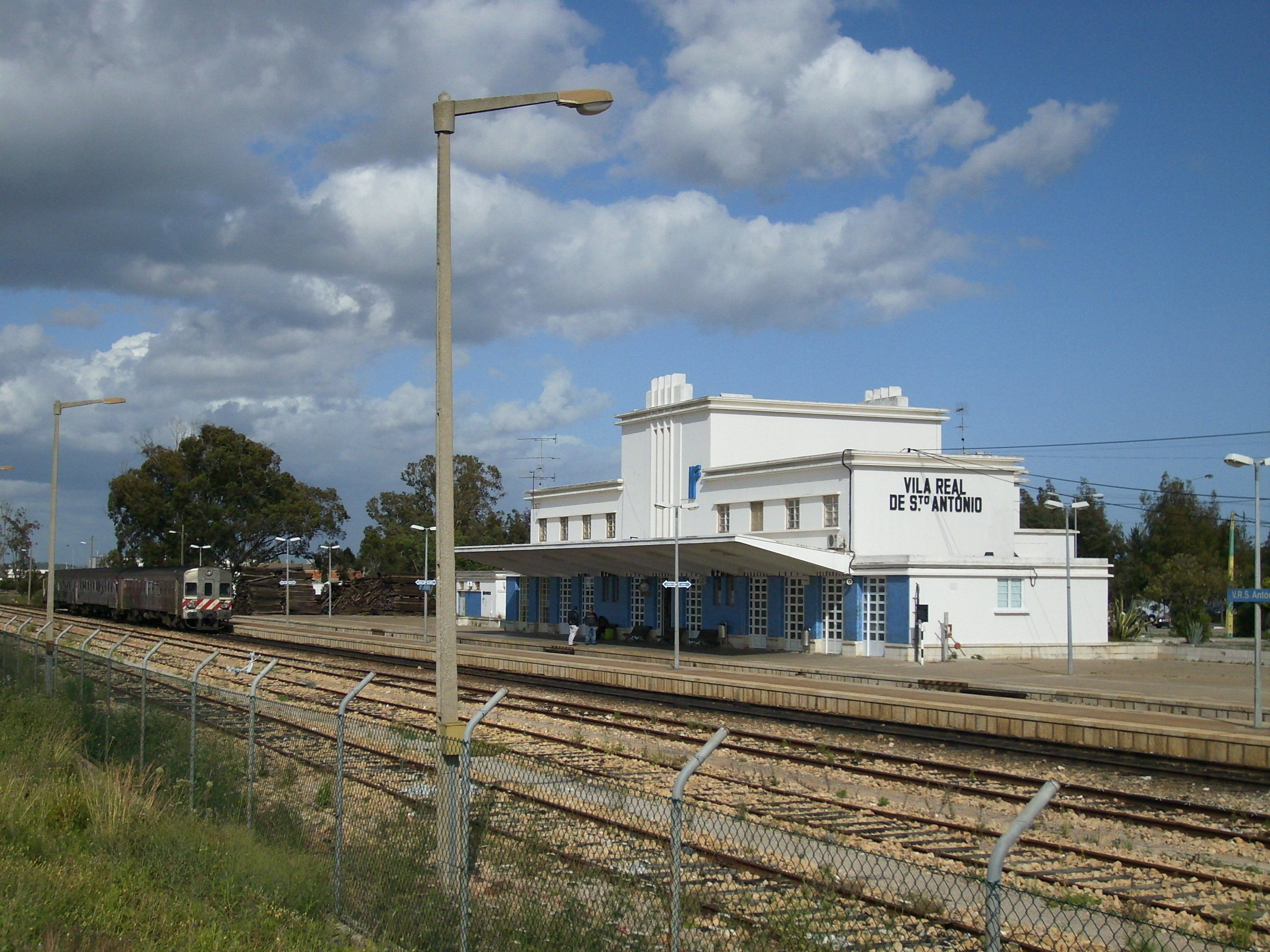
Estação Ferroviária de Vila Real de Santo António
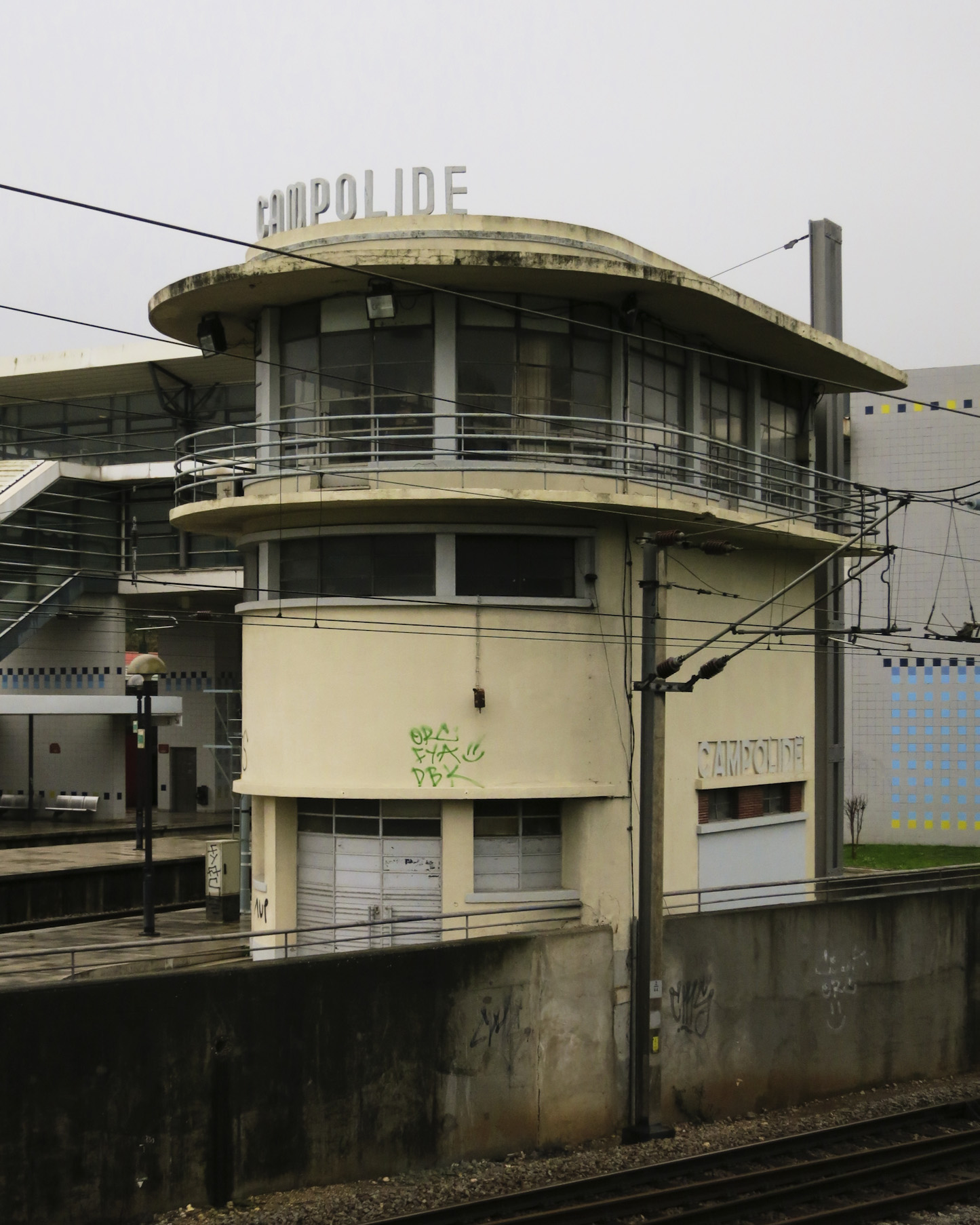
Torre de controlo de tráfego, Estação Ferroviária de Campolide

### Padrão dos Descobrimentos

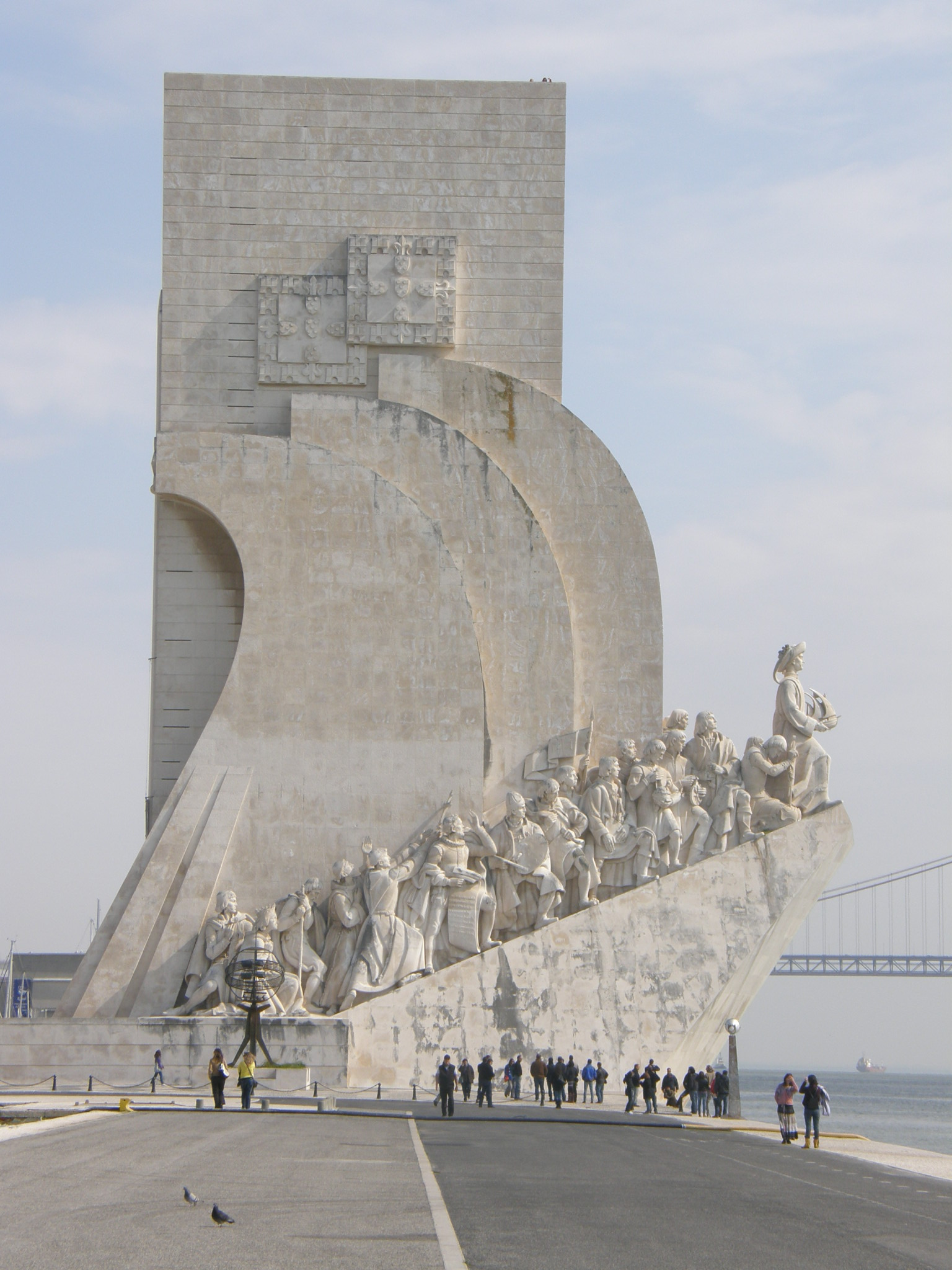
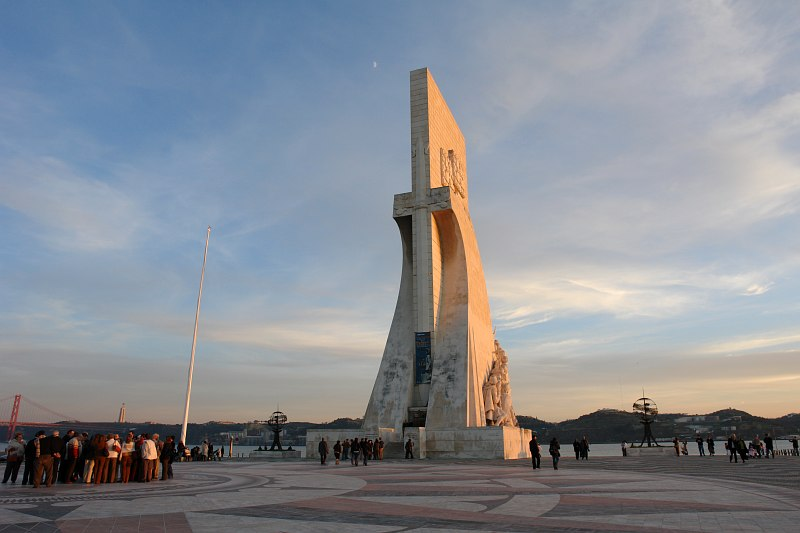

### Instalações da Standard Elétrica
O edifício da Standard Eléctrica (1945-1948) está situado em Alcântara-Lisboa, em frente a um dos laterais da antiga Feira Industrial de Lisboa, na Avenida da Índia n.º 64 e contorna a Travessa da Galé n.º 36.

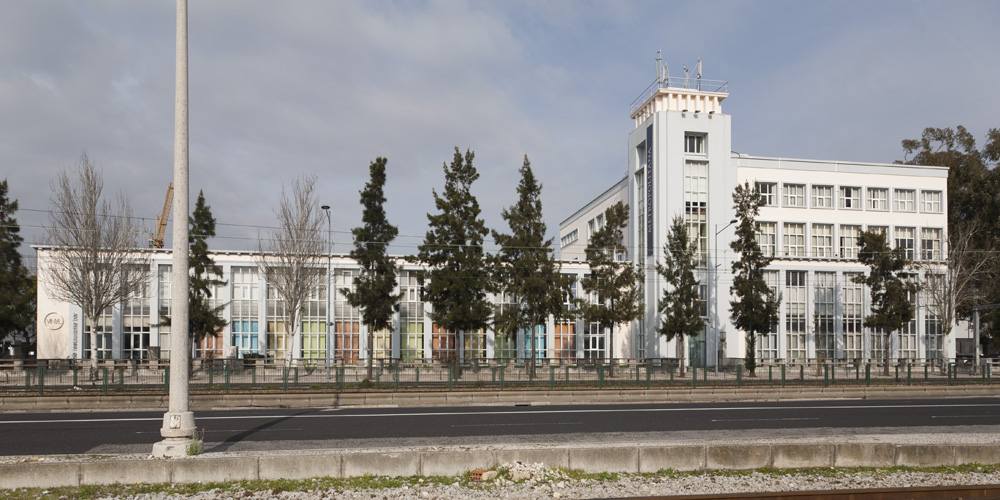
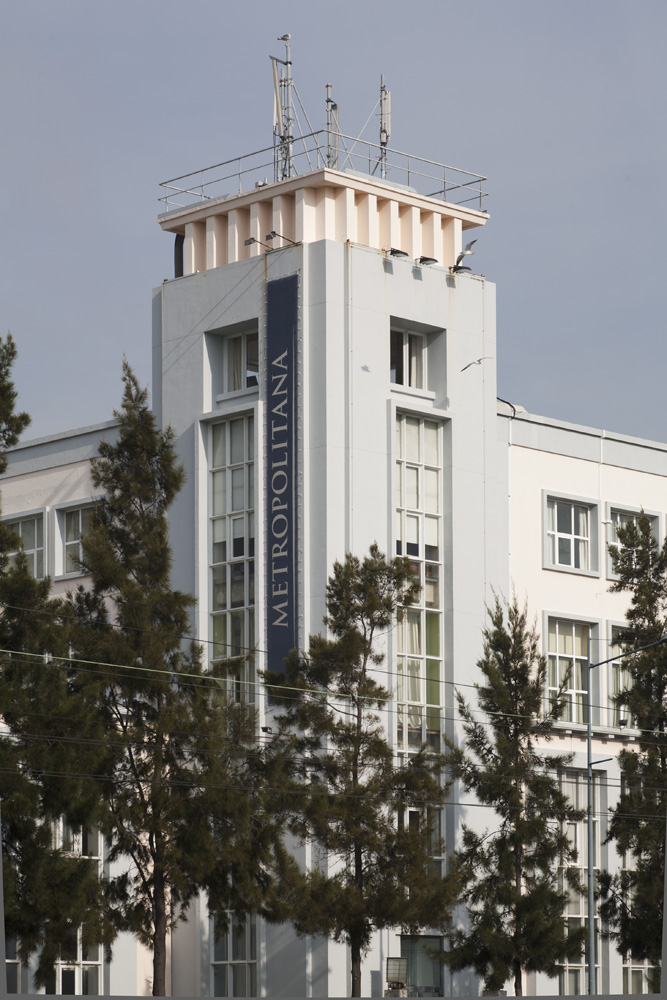
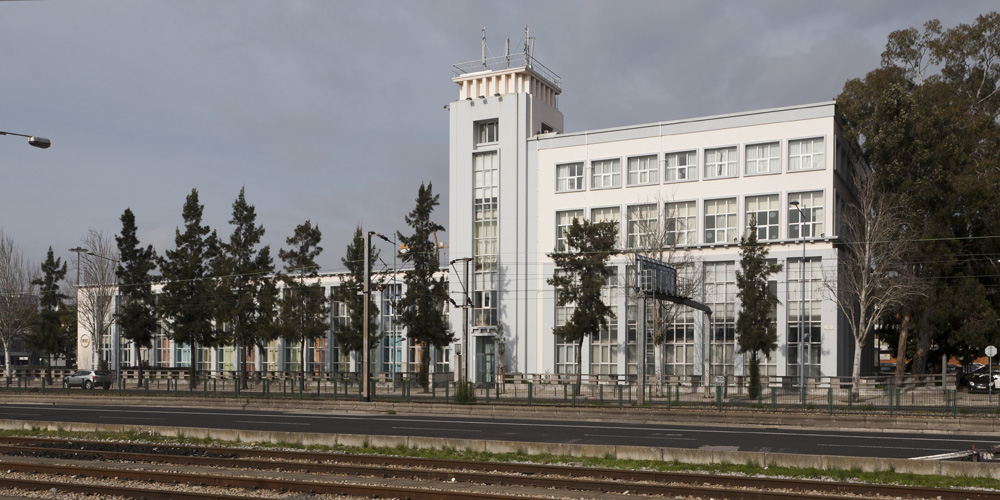